# Kampong Chhnang
Kampong Chhnang (tiếng Việt: Công-pông Chơ-năng) là tỉnh miền Trung của Campuchia. Tỉnh lỵ là Kampong Chhnang, vùng đất này còn được gọi là Ý Dĩ trong lịch sử Việt Nam thời kỳ nhà Nguyễn.
Tỉnh này có 8 huyện/thị:
- 0401 Baribour
- 0402 Chol Kiri
- 0403 Kampong Chhnang
- 0404 Kampong Leaeng
- 0405 Kampong Tralach
- 0406 Rolea B'ier
- 0407 Sameakki Mean Chey
- 0408 Tuek Phos